# Bộ Tư pháp (Nhật Bản)
Bộ Tư pháp (法務省 (Pháp vụ tỉnh) Hōmu-shō) là một trong những bộ cấp nội các của chính phủ Nhật Bản. Nó chịu trách nhiệm về hệ thống tư pháp, dịch vụ cải huấn, hộ gia đình, tài sản và đăng ký doanh nghiệp, đồng thời cũng là đại diện pháp lý của chính phủ.

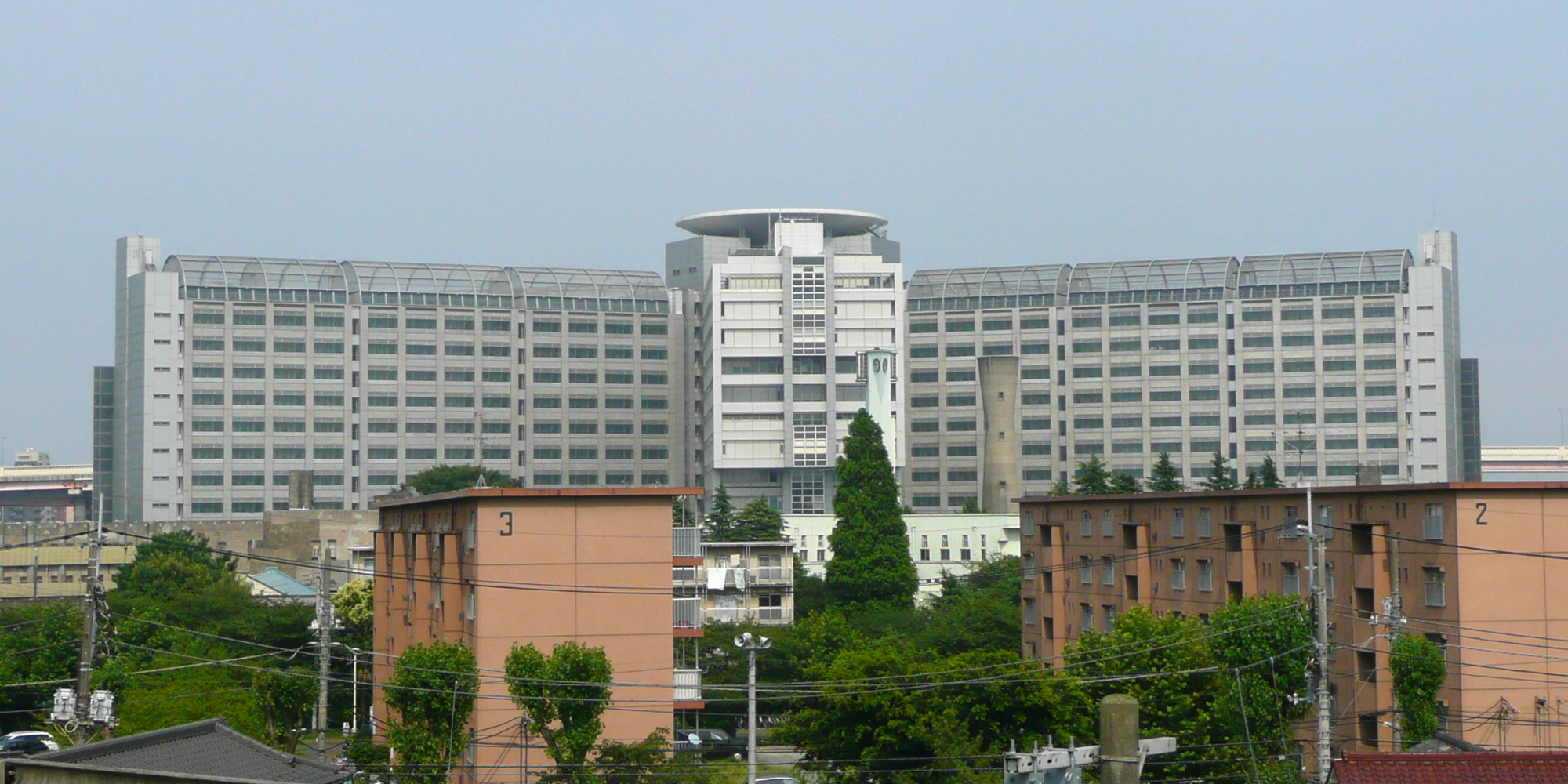
Tokyo Detention House

Đứng đầu bộ là Bộ trưởng Tư pháp, một thành viên của nội các, và cá nhân ấy được chọn bởi Thủ tướng thường là từ các thành viên của Hạ viện Nhật Bản.